# USS LST-80
O USS LST-80 foi um navio de guerra norte-americano da classe LST que operou durante a Segunda Guerra Mundial.